# José Quiles
José Quiles Brotons est un boxeur espagnol né le 19 octobre 1997.

## Carrière
Sa carrière amateur est principalement marquée par une médaille de bronze remportée aux championnats d'Europe de 2017 dans la catégorie des poids coqs et une médaille d'argent remportée aux championnats d'Europe de 2022 dans la catégorie des poids légers.

## Palmarès

### Championnats d'Europe
- Médaille d'argent en -60 kg en 2022 à Erevan, Arménie
- Médaille de bronze en -56 kg en 2017 à Kharkiv, Ukraine